# GV Водолея
GV Водолея (лат. GV Aquarii) — одиночная переменная звезда в созвездии Водолея на расстоянии приблизительно 1963 световых лет (около 602 парсеков) от Солнца. Видимая звёздная величина звезды — от +13,6m до +12,8m.

## Характеристики
GV Водолея — жёлтая пульсирующая переменная звезда типа Дельты Щита (DSCT) спектрального класса G. Эффективная температура — около 5612 К.